# ترانه‌شناسی محمد اصفهانی
محمدمهدی واعظی معروف به محمد اصفهانی (زادهٔ ۱۴ تیر ۱۳۴۵ در تهران)، پزشک، خواننده و آهنگساز پاپ و سنتی ایرانی است. که تا به امروز ۱۴ آلبوم رسمی و غیررسمی استودیویی منتشر کرده‌است و تیتراژ سریال‌هایی چون تکیه بر باد، تا ثریا، ارمغان تاریکی، یه تیکه زمین، زیر هشت و … را خوانندگی کرده‌است. او با آهنگسازان صاحب نامی چون همایون خرم، بابک بیات، فریدون شهبازیان و … همکاری کرده‌است.

## آلبوم‌ها
محمد اصفهانی تا به امروز ۱۴ آلبوم منتشر کرده‌است که در این میان آلبوم شِکوه جدیدترین، تنها ماندم ماندگارترین و نون و دلقک پرفروش‌ترین آلبوم است.

### شِکوه (۱۳۹۳)
آلبوم شِکوه با صدای «محمد اصفهانی» ۹ دی ماه سال ۱۳۹۳، توسط شرکت «هنر اول» منتشر شد. این آلبوم با محوریت جنگ ایران و عراق تولید و منتشر شده‌است که حاوی دو دیسک صوتی و تصویری است.
| نام ترانه   | ترانه‌سرا                          | آهنگساز         | تنظیم                      |
| ----------- | --------------------------------- | --------------- | -------------------------- |
| قاب         | عبدالجبار کاکایی                  | علیرضا کهن دیری | علیرضا کهن دیری            |
| دیدار       | بر اساس غزلی از سید روح‌الله خمینی | مجید اخشابی     | مجید اخشابی، غلامرضا صادقی |
| سراب        | بر اساس مثنوی سید حسن حسینی       | علیرضا کهن‌دیری  | علیرضا کهن‌دیری             |
| ابر: (صوتی) | بر اساس غزلی از مشفق کاشانی       | مجید اخشابی     | غلامرضا صادقی              |
| ماهی‌ها      | علی‌رضا قزوه                       | پدرام کشتکار    | پدرام کشتکار               |

### بی‌واژه (۱۳۹۰)
آلبوم بی واژه یکی از بهترین آلبوم‌های محمد اصفهانی است که در ۲ اردیبهشت سال ۱۳۹۰ انتشار یافت. این آلبوم پس از پنج سال سکوت در عرصهٔ ارائهٔ آلبوم موسیقی از محمد اصفهانی انتشار پیدا کرد.
| نام ترانه        | ترانه‌سرا             | آهنگساز         | تنظیم           |
| ---------------- | -------------------- | --------------- | --------------- |
| بی‌واژه           | اهورا ایمان          | پدرام کشتکار    | پدرام کشتکار    |
| معجزه            | ترانه مکرم           | پوریا حیدری     | پوریا حیدری     |
| غم دوری          | مرجان محمدی          | تویجان نیازی    | تویجان نیازی    |
| باور نکن         | اهورا ایمان          | علیرضا کهن دیری | علیرضا کهن دیری |
| اگه باشی         | اهورا ایمان          | تویجان نیازی    | تویجان نیازی    |
| رستگاران         | عبدالجبار کاکائی     | آریا عظیمی‌نژاد  | آریا عظیمی‌نژاد  |
| فردای پنهانی     | عبدالجبار کاکائی     | تویجان نیازی    | تویجان نیازی    |
| ناجی             | رویا میرفخرایی       | پویا نیکپور     | پویا نیکپور     |
| غزال             | محمدعلی معلم دامغانی | آریا عظیمی‌نژاد  | آریا عظیمی‌نژاد  |
| بی‌واژه (عاشقانه) | اهورا ایمان          | پدرام کشتکار    | پدرام کشتکار    |
| خورشید فردا      | اهورا ایمان          | پدرام کشتکار    | پدرام کشتکار    |

### اخراجی‌ها (۱۳۸۶)
آلبوم اخراجی‌ها موسیقی متن فیلم اخراجی‌ها به کارگردانی مسعود ده‌نمکی و خوانندگی محمد اصفهانی و آهنگسازی فریدون شهبازیان است که در بهار ۱۳۸۶ منتشر شد.
نسخه اورجینال آلبوم اخراجی‌ها دارای ۱۷ تراک است که اولین و نهمین قطعه آن ترانه‌ای از ناصر فیض با صدای محمد اصفهانی است و بقیهٔ آن نیز موسیقی بی‌کلام است. ۱۰ قطعهٔ اول مربوط و با نام موسیقی فیلم اخراجی‌ها و بقیه قطعه‌ها در مجموعه‌ای جدا با نام ریشه‌ها، البته در همین آلبوم، که مجموعه‌ای از آهنگ‌های بی‌کلام است همراه با موسیقی متن فیلم اخراجی‌ها منتشر شده‌است.
| شمارهٔ ترتیب قطعه در آلبوم | نام ترانه            | ترانه‌سرا | آهنگساز         | تنظیم | مشخصات ترانه |
| ------------------------- | -------------------- | -------- | --------------- | ----- | --- |
| ۰۱                        | اخراجی‌ها ۱ (ترانه)   | ناصر فیض | فریدون شهبازیان |       | ترانه‌سرا: ناصر فیض خواننده: محمد اصفهانی موسیقی: فریدون شهبازیان همخوان: سودابه شمس ضبط: استودیو صحرا قانون: پری‌چهر خواجه ترمپت: حسن فراهانی هورن: حسین میرزایی آکاردئون: جابر اطاعتی صدابردار: محمد میناچی ویولن: علی جعفری‌پویان سازهای الکترونیک: مهران اکرمی طول قطعه: ۴:۱۱ شمارهٔ ترتیب قطعه در آلبوم: ۱ |
| ۰۲                        | اخراجی‌ها ۲           |          | فریدون شهبازیان |       | موسیقی: فریدون شهبازیان ضبط: استودیو صحرا قانون: پری‌چهر خواجه سازهای الکترونیک: مهران اکرمی صدابردار: محمد میناچی آکاردئون: جابر اطاعتی ویولن: علی جعفری‌پویان ترمپت: حسن فراهانی هورن: حسین میرزایی طول قطعه: ۰۰:۵۸ شمارهٔ ترتیب قطعه در آلبوم: ۲                                                            |
| ۰۳                        | اخراجی‌ها ۳           |          | فریدون شهبازیان |       | موسیقی: فریدون شهبازیان ضبط: استودیو صحرا قانون: پری‌چهر خواجه سازهای الکترونیک: مهران اکرمی صدابردار: محمد میناچی آکاردئون: جابر اطاعتی ویولن: علی جعفری‌پویان ترمپت: حسن فراهانی هورن: حسین میرزایی* طول قطعه: ۱:۲۴ شمارهٔ ترتیب قطعه در آلبوم: ۳                                                            |
| ۰۴                        | اخراجی‌ها ۴           |          | فریدون شهبازیان |       | موسیقی: فریدون شهبازیان ضبط: استودیو صحرا قانون: پری‌چهر خواجه سازهای الکترونیک: مهران اکرمی صدابردار: محمد میناچی آکاردئون: جابر اطاعتی ویولن: علی جعفری‌پویان ترمپت: حسن فراهانی هورن: حسین میرزایی طول قطعه: ۲:۴۹ شمارهٔ ترتیب قطعه در آلبوم: ۴                                                             |
| ۰۵                        | اخراجی‌ها ۵           |          | فریدون شهبازیان |       | موسیقی: فریدون شهبازیان ضبط: استودیو صحرا قانون: پری‌چهر خواجه سازهای الکترونیک: مهران اکرمی صدابردار: محمد میناچی آکاردئون: جابر اطاعتی ویولن: علی جعفری‌پویان ترمپت: حسن فراهانی هورن: حسین میرزایی طول قطعه: ۱:۴۷ شمارهٔ ترتیب قطعه در آلبوم: ۵                                                             |
| ۰۶                        | اخراجی‌ها ۶           |          | فریدون شهبازیان |       | موسیقی: فریدون شهبازیان ضبط: استودیو صحرا قانون: پری‌چهر خواجه سازهای الکترونیک: مهران اکرمی صدابردار: محمد میناچی آکاردئون: جابر اطاعتی ویولن: علی جعفری‌پویان ترمپت: حسن فراهانی هورن: حسین میرزایی طول قطعه: ۳:۰۹ شمارهٔ ترتیب قطعه در آلبوم: ۶                                                             |
| ۰۷                        | اخراجی‌ها ۷           |          | فریدون شهبازیان |       | موسیقی: فریدون شهبازیان ضبط: استودیو صحرا قانون: پری‌چهر خواجه سازهای الکترونیک: مهران اکرمی صدابردار: محمد میناچی آکاردئون: جابر اطاعتی ویولن: علی جعفری‌پویان ترمپت: حسن فراهانی هورن: حسین میرزایی طول قطعه: ۱:۳۷ شمارهٔ ترتیب قطعه در آلبوم: ۷                                                             |
| ۰۸                        | اخراجی‌ها ۸           |          | فریدون شهبازیان |       | موسیقی: فریدون شهبازیان ضبط: استودیو صحرا قانون: پری‌چهر خواجه سازهای الکترونیک: مهران اکرمی صدابردار: محمد میناچی آکاردئون: جابر اطاعتی ویولن: علی جعفری‌پویان ترمپت: حسن فراهانی هورن: حسین میرزایی طول قطعه: ۱:۳۷ شمارهٔ ترتیب قطعه در آلبوم: ۸                                                             |
| ۰۹                        | اخراجی‌ها ۹ (ترانه)   | ناصر فیض | فریدون شهبازیان |       | ترانه‌سرا: ناصر فیض خواننده: محمد اصفهانی موسیقی: فریدون شهبازیان همخوان: سودابه شمس ضبط: استودیو صحرا قانون: پری‌چهر خواجه ترمپت: حسن فراهانی هورن: حسین میرزایی آکاردئون: جابر اطاعتی صدابردار: محمد میناچی ویولن: علی جعفری‌پویان سازهای الکترونیک: مهران اکرمی طول قطعه: ۴:۱۱ شمارهٔ ترتیب قطعه در آلبوم: ۹ |
| ۱۰                        | اخراجی‌ها ۱۰          |          | فریدون شهبازیان |       | موسیقی: فریدون شهبازیان ضبط: استودیو صحرا قانون: پری‌چهر خواجه سازهای الکترونیک: مهران اکرمی صدابردار: محمد میناچی آکاردئون: جابر اطاعتی ویولن: علی جعفری‌پویان ترمپت: حسن فراهانی هورن: حسین میرزایی طول قطعه: ۳:۱۸ شمارهٔ ترتیب قطعه در آلبوم: ۱۰                                                            |
| ۱۱                        | ریشه‌ها (باران عشق) ۱ |          | فریدون شهبازیان |       | موسیقی: فریدون شهبازیان ضبط: استودیو صحرا قانون: پری‌چهر خواجه سازهای الکترونیک: مهران اکرمی صدابردار: محمد میناچی آکاردئون: جابر اطاعتی ویولن: علی جعفری‌پویان ترمپت: حسن فراهانی هورن: حسین میرزایی طول قطعه: ۱:۱۳ شمارهٔ ترتیب قطعه در آلبوم: ۱۱                                                            |
| ۱۲                        | ریشه‌ها (باران عشق) ۲ |          | فریدون شهبازیان |       | موسیقی: فریدون شهبازیان ضبط: استودیو صحرا قانون: پری‌چهر خواجه سازهای الکترونیک: مهران اکرمی صدابردار: محمد میناچی آکاردئون: جابر اطاعتی ویولن: علی جعفری‌پویان ترمپت: حسن فراهانی هورن: حسین میرزایی طول قطعه: ۲:۱۱ شمارهٔ ترتیب قطعه در آلبوم: ۱۲                                                            |
| ۱۳                        | ریشه‌ها (باران عشق) ۳ |          | فریدون شهبازیان |       | موسیقی: فریدون شهبازیان ضبط: استودیو صحرا قانون: پری‌چهر خواجه سازهای الکترونیک: مهران اکرمی صدابردار: محمد میناچی آکاردئون: جابر اطاعتی ویولن: علی جعفری‌پویان ترمپت: حسن فراهانی هورن: حسین میرزایی طول قطعه: ۳:۰۲ شمارهٔ ترتیب قطعه در آلبوم: ۱۳                                                            |
| ۱۴                        | ریشه‌ها (باران عشق) ۴ |          | فریدون شهبازیان |       | موسیقی: فریدون شهبازیان ضبط: استودیو صحرا قانون: پری‌چهر خواجه سازهای الکترونیک: مهران اکرمی صدابردار: محمد میناچی آکاردئون: جابر اطاعتی ویولن: علی جعفری‌پویان ترمپت: حسن فراهانی هورن: حسین میرزایی طول قطعه: ۳:۰۳ شمارهٔ ترتیب قطعه در آلبوم: ۱۴                                                            |
| ۱۵                        | ریشه‌ها (باران عشق) ۵ |          | فریدون شهبازیان |       | موسیقی: فریدون شهبازیان ضبط: استودیو صحرا قانون: پری‌چهر خواجه سازهای الکترونیک: مهران اکرمی صدابردار: محمد میناچی آکاردئون: جابر اطاعتی ویولن: علی جعفری‌پویان ترمپت: حسن فراهانی هورن: حسین میرزایی طول قطعه: ۱:۵۵ شمارهٔ ترتیب قطعه در آلبوم: ۱۵                                                            |
| ۱۶                        | ریشه‌ها (باران عشق) ۶ |          | فریدون شهبازیان |       | موسیقی: فریدون شهبازیان ضبط: استودیو صحرا قانون: پری‌چهر خواجه سازهای الکترونیک: مهران اکرمی صدابردار: محمد میناچی آکاردئون: جابر اطاعتی ویولن: علی جعفری‌پویان ترمپت: حسن فراهانی هورن: حسین میرزایی طول قطعه: ۳:۲۳ شمارهٔ ترتیب قطعه در آلبوم: ۱۶                                                            |
| ۱۷                        | ریشه‌ها (باران عشق) ۷ |          | فریدون شهبازیان |       | موسیقی: فریدون شهبازیان ضبط: استودیو صحرا قانون: پری‌چهر خواجه سازهای الکترونیک: مهران اکرمی صدابردار: محمد میناچی آکاردئون: جابر اطاعتی ویولن: علی جعفری‌پویان ترمپت: حسن فراهانی هورن: حسین میرزایی طول قطعه: ۲:۳۷ شمارهٔ ترتیب قطعه در آلبوم: ۱۷                                                            |

### برکت (۱۳۸۴)
پس از سه سال بعد از آلبوم هفت‌سین آلبوم برکت عرضه شد که شامل ۱۳ قطعه است. برای اولین بار کلیپ تصویری در این آلبوم قرار داده شده که مربوط به با تو است.
| شمارهٔ ترتیب قطعه در آلبوم | نام ترانه                            | ترانه‌سرا             | آهنگساز                | تنظیم                        |
| ------------------------- | ------------------------------------ | -------------------- | ---------------------- | ---------------------------- |
| ۰۱                        | ماه نو                               | محمدعلی معلم دامغانی | پدرام کشتکار           | پدرام کشتکار                 |
| ۰۲                        | ستارهٔ غریب                           | علی رضا قزوه         | پیروز ارجمند تاج‌الدینی | پدرام کشتکار - مهران اکرمیان |
| ۰۳                        | هوای تو                              | رؤیا میرفخرایی       | پویا نیکپور            | پویا نیکپور                  |
| ۰۴                        | طلب                                  | حافظ / قیصر امین پور | محمد اصفهانی           | مهرداد شریف                  |
| ۰۵                        | درد گنگ                              | هوشنگ ابتهاج         | علیرضا کهن دیری        | علیرضا کهن دیری              |
| ۰۶                        | با تو                                | ترانه مکرم           | محمد اصفهانی           | مهرداد شریف                  |
| ۰۷                        | پرنده                                | سعدی / مزدا شاهانی   | کامیل یغمایی           | کامیل یغمایی                 |
| ۰۸                        | بر آتش (مقدمه)                       |                      |                        |                              |
| ۰۹                        | مرو ای دوست (به یاد مصیبت‌دیدهگان بم) | سعدی / اهورا ایمان   | آریا عظیمی‌نژاد         | آریا عظیمی‌نژاد               |
| ۱۰                        | شب تار                               | داریوش ارجمند        | امیریل ارجمند          | کامیل یغمایی                 |
| ۱۱                        | مناجات (قطعهٔ آوازی)                  |                      | آریا عظیمی‌نژاد         | ناصر عزیزی                   |
| ۱۲                        | ماه نو (بی‌کلام)                      |                      | پدرام کشتکار           | پدرام کشتکار                 |
| ۱۳                        | کلیپ باتو (تصویری)                   | ترانه مکرم           | محمد اصفهانی           | مهرداد شریف                  |

### النور (۱۳۸۱)
آلبوم النور شامل ادعیه، مناجات و تواشیح است که تک‌خوان آن عباس سلیمی و محمد اصفهانی هستند و با گروه تواشیح اهل بیت ضبط شده‌است. اکثر قطعات این آلبوم از صدا و سیمای جمهوری اسلامی ایران در ماه رمضان بدون ذکر نام پخش می‌شود. این قطعات مجموعه‌ای از تواشیح و مناجات پخش شده بیشتر در ماه مبارک رمضان از رادیو و تلویزیون ایران هستند.
| شمارهٔ ترتیب قطعه در آلبوم | نام ترانه                            | مشخصات ترانه                                              |
| ------------------------- | ------------------------------------ | --------------------------------------------------------- |
| ۰۱                        | دعای نور                             | خواننده: محمد اصفهانی و عباس سلیمی گروه هم‌خوانان: اهل بیت |
| ۰۲                        | الهم رب شهر رمضان                    | خواننده: محمد اصفهانی و عباس سلیمی گروه هم‌خوانان: اهل بیت |
| ۰۳                        | السلام علی سیدالمصطفی                | خواننده: محمد اصفهانی و عباس سلیمی گروه هم‌خوانان: اهل بیت |
| ۰۴                        | یا علی یا عظیم                       | خواننده: محمد اصفهانی و عباس سلیمی گروه هم‌خوانان: اهل بیت |
| ۰۵                        | الهم لک صمنا                         | خواننده: محمد اصفهانی و عباس سلیمی گروه هم‌خوانان: اهل بیت |
| ۰۶                        | تسبیحات (مخصوص ماه رجب)              | خواننده: محمد اصفهانی و عباس سلیمی گروه هم‌خوانان: اهل بیت |
| ۰۷                        | دعای ماه رجب                         | خواننده: محمد اصفهانی و عباس سلیمی گروه هم‌خوانان: اهل بیت |
| ۰۸                        | دعای فرج                             | خواننده: محمد اصفهانی و عباس سلیمی گروه هم‌خوانان: اهل بیت |
| ۰۹                        | ملکا ذکر تو گویم                     | خواننده: محمد اصفهانی و عباس سلیمی گروه هم‌خوانان: اهل بیت |
| ۱۰                        | دعای جوشن کبیر                       | خواننده: محمد اصفهانی و عباس سلیمی گروه هم‌خوانان: اهل بیت |
| ۱۱                        | اسماءالحسنی                          | خواننده: محمد اصفهانی و عباس سلیمی گروه هم‌خوانان: اهل بیت |
| ۱۲                        | باالنبی                              | خواننده: محمد اصفهانی و عباس سلیمی گروه هم‌خوانان: اهل بیت |
| ۱۳                        | یا دائم الفضل علی البریه (دعای کمیل) | خواننده: محمد اصفهانی و عباس سلیمی گروه هم‌خوانان: اهل بیت |
| ۱۴                        | زیارت عاشورا                         | خواننده: محمد اصفهانی و عباس سلیمی گروه هم‌خوانان: اهل بیت |
| ۱۵                        | دعای جبرئیل                          | خواننده: محمد اصفهانی و عباس سلیمی گروه هم‌خوانان: اهل بیت |
| ۱۶                        | ربنا                                 | خواننده: محمد اصفهانی و عباس سلیمی گروه هم‌خوانان: اهل بیت |

### فاصله (۱۳۷۸)
آلبوم فاصله آلبومی ار محمد اصفهانی است که در سال ۱۳۷۸ منتشر شد. همکاری محمد اصفهانی و بهروز صفاریان در سال ۱۳۷۸ در آلبوم فاصله (آلبوم) باعث آغاز موج جدیدی از موسیقی پاپ شد. اتفاقات خوبی که برای این آلبوم و سبک آن رخ داد باعث شد که روند عمر هنری بهروز صفاریان تغییراتی اساسی را به خود ببیند و او بیشتر و بیشتر در بین اهالی موسیقی مورد توجه قرار بگیرد. اصفهانی و صفاریان آخرین بار یک سال و نیم پس از انتشار آلبوم فاصله (آلبوم) در کنار هم دیده شدند و همکاری مشترکشان ادامه داشت. موفقیت‌های گسترده‌ای که این آلبوم برای بهروز صفاریان رقم زده بود باعث شد که او به شدت سرگرم کارها و پیشنهادات جدید شود و همین باعث قطع همکاری‌اش با محمد اصفهانی شد.
| شمارهٔ ترتیب قطعه در آلبوم | نام ترانه             | ترانه‌سرا             | آهنگساز         | تنظیم           |
| ------------------------- | --------------------- | -------------------- | --------------- | --------------- |
| ۰۱                        | حضور (فاصله)          | لیدا جوادی، رها روشن | بهروز صفاریان   | پدرام کشتکار    |
| ۰۲                        | به یادت               | قیصر امین‌پور         | علیرضا کهن دیری | علیرضا کهن دیری |
| ۰۳                        | دلواپسی‌ها             | سهیل محمودی          | فؤاد حجازی      | فؤاد حجازی      |
| ۰۴                        | یادگار                | محمدعلی معلم دامغانی | بهروز صفاریان   | بهروز صفاریان   |
| ۰۵                        | سپید و سیاه           | سهراب سپهری          | علیرضا کهن دیری | علیرضا کهن دیری |
| ۰۶                        | پنجره‌ها               | سهراب سپهری          | بهنام صبوحی     | بهنام صبوحی     |
| ۰۷                        | پهلوانان              | مولانا               | بابک بیات       | بابک بیات       |
| ۰۸                        | شِکوه                  | سید روح‌الله خمینی    | علیرضا کهن‌دیری  | علیرضا کهن‌دیری  |
| ۰۹                        | لاله عاشق             | محمدعلی معلم دامغانی | فؤاد حجازی      | فؤاد حجازی      |
| ۱۰                        | به یادت (دکلمه)       | قیصر امین‌پور         | علیرضا کهن‌دیری  | علیرضا کهن‌دیری  |
| ۱۱                        | لالهٔ عاشق (بی‌کلام)    |                      | فؤاد حجازی      | فؤاد حجازی      |
| ۱۲                        | حضور (فاصله) (بی‌کلام) |                      | بهروز صفاریان   | پدرام کشتکار    |
| ۱۳                        | به‌یادت (بی‌کلام)       |                      | علیرضا کهن‌دیری  | علیرضا کهن‌دیری  |
| ۱۴                        | یادگار (بی‌کلام)       |                      | بهروز صفاریان   | بهروز صفاریان   |
| ۱۵                        | شِکوه (بی‌کلام)         |                      | علیرضا کهن دیری | علیرضا کهن دیری |
| ۱۶                        | پهلوانان (بی‌کلام)     |                      | بابک بیات       | بابک بیات       |

### نون و دلقک (۱۳۸۱)
بر اساس آهنگ دلقک کلیپی با حضور محمد اصفهانی ساخته شده‌است.
| نام ترانه   | ترانه‌سرا                | آهنگساز         | تنظیم‌کننده                  |
| ----------- | ----------------------- | --------------- | --------------------------- |
| دلقک        | رها شایان               | امیر علیزاده    | امیر علیزاده. بهروز صفاریان |
| شب‌افروز     | محمد اقبال لاهوری، حافظ | محمد اصفهانی    | فؤاد حجازی                  |
| بوی باران   | قیصر امین پور           | همایون خرم      | بهروز صفاریان               |
| مثل گل      | محمدعلی معلم دامغانی    | فریدون شهبازیان | محمدرضا عقیلی               |
| شکایت هجران | هوشنگ ابتهاج            | آریا عظیمی‌نژاد  |                             |
| آسیمه‌سر     | اکبر آزاد               | بابک بیات       | بامداد بیات. بهروز صفاریان  |
| شب آفتابی   | افشین یداللهی           | پیروز ارجمند    | پیروز ارجمند                |
| با شوق تو   | سهیل محمودی             | محمد اصفهانی    | بهروز صفاریان               |

### هفت‌سین (۱۳۸۱)
آلبوم هفت‌سین یکی از آلبوم‌های محمد اصفهانی است که نسخه اورجینال این آلبوم دارای ۷ قطعه است که در سال ۱۳۸۱ توسط مشکات با آهنگسازی کامبیز روشن‌روان منتشر شد.
| شمارهٔ ترتیب قطعه در آلبوم | نام ترانه            | مشخصات ترانه |
| ------------------------- | -------------------- | --- |
| ۰۱                        | زیارت (ملا ممد جان)  | ترانه‌سرا: حافظ شیرازی (فولکلوریک) آهنگساز: کامبیز روشن‌روان تنظیم‌کننده: کامبیز روشن‌روان آهنگ: فولکور افغاستان و شرق ایران طول قطعه: ۰۹:۲۴ شمارهٔ ترتیب قطعه در آلبوم: ۱ آهنگ :فولکور افغاستان و شرق ایران |
| ۰۲                        | سلسله جنون           | ترانه‌سرا: محمد علی چاوشی آهنگساز: کامبیز روشن‌روان تنظیم‌کننده: کامبیز روشن‌روان آهنگ: برگرفته از مقام سرحدی طول قطعه: ۰۷:۱۵ شمارهٔ ترتیب قطعه در آلبوم: ۲                                                  |
| ۰۳                        | آرام جان             | ترانه‌سرا: انوری ابیرودی آهنگساز: کامبیز روشن‌روان تنظیم‌کننده: کامبیز روشن‌روان آهنگ: برگرفته از مقام جمشیدی طول قطعه: ۰۶:۰۴ شمارهٔ ترتیب قطعه در آلبوم: ۳                                                  |
| ۰۴                        | نوایی                | ترانه‌سرا: طبیب اصفهانی آهنگساز: کامبیز روشن‌روان تنظیم‌کننده: کامبیز روشن‌روان آهنگ: برگرفته از مقام نوایی طول قطعه: ۰۷:۵۵ شمارهٔ ترتیب قطعه در آلبوم: ۴                                                    |
| ۰۵                        | تمنا                 | ترانه‌سرا: مولانا، رهی معیری آهنگساز: کامبیز روشن‌روان تنظیم‌کننده: کامبیز روشن‌روان آهنگ: برگرفته از مقام الله مدد طول قطعه: ۰۸:۵۶ شمارهٔ ترتیب قطعه در آلبوم: ۵                                            |
| ۰۶                        | افسانه               | ترانه‌سرا: مولانا آهنگساز: کامبیز روشن‌روان تنظیم‌کننده: کامبیز روشن‌روان آهنگ: برگرفته از مقام تاجیکی طول قطعه: ۰۶:۲۵ شمارهٔ ترتیب قطعه در آلبوم: ۶                                                         |
| ۰۷                        | اَشتر خواجو (بی کلام) | آهنگساز: کامبیز روشن‌روان تنظیم‌کننده: کامبیز روشن‌روان آهنگ: برگرفته از اشتر خواجو طول قطعه: ۰۸:۴۳ شمارهٔ ترتیب قطعه در آلبوم: ۷                                                                           |

### تنها ماندم (۱۳۷۹)
آلبوم تنها ماندم آلبوم بازسازی‌شده از هفت اثر خاطره‌انگیز و ماندگار با آهنگسازی همایون خرم با صدای محمد اصفهانی است که در سال ۱۳۷۹ انتشار یافت. آلبوم اصلی این مجموعه دارای ۹ قطعه است که دو قطعه پریشان و اوج آسمان به دو صورت بی‌کلام و باکلام موجود است.
| شمارهٔ ترتیب قطعه در آلبوم | نام ترانه            | مشخصات ترانه |
| ------------------------- | -------------------- | --- |
| ۰۱                        | اوج آسمان            | شعر: کریم فکور موسیقی: همایون خرم تنظیم‌کننده: کامبیز روشن‌روان شمارهٔ ترتیب قطعه در آلبوم: ۱                                             |
| ۰۲                        | روزی تو خواهی آمد    | شعر آواز: سعدی شعر: محمدعلی شیرازی موسیقی: همایون خرم با یاد محمدعلی کریم‌خانی تنظیم‌کننده: کامبیز روشن‌روان شمارهٔ ترتیب قطعه در آلبوم: ۲ |
| ۰۳                        | فریاد                | شعر: قیصر امین پور موسیقی: همایون خرم تنظیم‌کننده: کامبیز روشن‌روان شمارهٔ ترتیب قطعه در آلبوم: ۳                                         |
| ۰۴                        | تنها ماندم           | شعر: عبدالله الفت موسیقی: همایون خرم تنظیم‌کننده: کامبیز روشن‌روان شمارهٔ ترتیب قطعه در آلبوم: ۴                                          |
| ۰۵                        | مهر و ماه (پیک سحری) | شعر: کریم فکور موسیقی: همایون خرم تنظیم‌کننده: کامبیز روشن‌روان شمارهٔ ترتیب قطعه در آلبوم: ۵                                             |
| ۰۶                        | پریشان               | شعر: محمدعلی شیرازی موسیقی: همایون خرم تکنواز ویلن: همایون خرم تنظیم‌کننده: کامبیز روشن‌روان شمارهٔ ترتیب قطعه در آلبوم: ۶                |
| ۰۷                        | تو ای پری کجایی      | شعر: هوشنگ ابتهاج موسیقی: همایون خرم تنظیم‌کننده: کامبیز روشن‌روان شمارهٔ ترتیب قطعه در آلبوم: ۷                                          |
| ۰۸                        | اوج آسمان (بی‌کلام)   | موسیقی: همایون خرم تنظیم‌کننده: کامبیز روشن‌روان شمارهٔ ترتیب قطعه در آلبوم: ۸                                                            |
| ۰۹                        | پریشان (بی‌کلام)      | موسیقی: همایون خرم تنظیم‌کننده: کامبیز روشن‌روان شمارهٔ ترتیب قطعه در آلبوم: ۹                                                            |

### ماه غریبستان (۱۳۸۰)
آلبوم ماه غریبستان در وصف علی بن ابی‌طالب سروده شده‌است. نسخه اورجینال این آلبوم دارای ۱۷ قطعه است که در سال ۱۳۷۹ توسط شرکت هم‌آواز آهنگ با آهنگسازی کسانی چون علیرضا کهن‌دیری، محمد حقیقی‌فرد، شهریار فریوسفی، مجید اخشابی و فریدون شهبازیان منتشر شد.
| شمارهٔ ترتیب قطعه در آلبوم | نام ترانه                   | مشخصات ترانه |
| ------------------------- | --------------------------- | --- |
| ۰۱                        | دیده بگشا (دکلمه شاعر)      | دکلمه‌خوان: محمدعلی معلم دامغانی ترانه‌سرا: محمدعلی معلم دامغانی آهنگساز: علیرضا کهن دیری تنظیم‌کننده: علیرضا کهن دیری طول قطعه: ۰۳:۰۸ شمارهٔ ترتیب قطعه در آلبوم: ۱     |
| ۰۲                        | دیده بگشا (ماه غریبستان)    | ترانه‌سرا: محمدعلی معلم دامغانی آهنگ‌ساز: علیرضا کهن‌دیری تنظیم‌کننده: علیرضا کهن‌دیری طول قطعه: ۰۵:۳۴ شمارهٔ ترتیب قطعه در آلبوم: ۲ به یاد مرحوم استاد نصرت فاتح علیخان   |
| ۰۳                        | علی ای همای رحمت            | ترانه‌سرا: شهریار آهنگ‌ساز: شهریار فریوسفی تنظیم‌کننده: شهریار فریوسفی طول قطعه: ۰۶:۴۱ شمارهٔ ترتیب قطعه در آلبوم: ۳                                                     |
| ۰۴                        | غم دلدار                    | ترانه‌سرا: ابوسعید ابوالخیر آهنگ‌ساز: محمد اصفهانی تنظیم‌کننده: محمد اصفهانی طول قطعه: ۰۱:۲۷ شمارهٔ ترتیب قطعه در آلبوم: ۴                                               |
| ۰۵                        | تا من بدیدم روی تو          | ترانه‌سرا: مولانا آهنگ‌ساز: علیرضا کهن‌دیری تنظیم‌کننده: علیرضا کهن‌دیری طول قطعه: ۰۴:۲۴ شمارهٔ ترتیب قطعه در آلبوم: ۵                                                     |
| ۰۶                        | نامدگان و رفتگان            | ترانه‌سرا: هوشنگ ابتهاج آهنگساز: فریدون شهبازیان تنظیم‌کننده: فریدون شهبازیان طول قطعه: ۰۷:۱۵ شمارهٔ ترتیب قطعه در آلبوم: ۶                                             |
| ۰۷                        | جانِ جان (پیش‌درآمد)          | ترانه‌سرا: مولانا آهنگساز: محمد حقیقی‌فرد تنظیم‌کننده: محمد حقیقی‌فرد طول قطعه: ۰۲:۴۱ شمارهٔ ترتیب قطعه در آلبوم: ۷                                                       |
| ۰۸                        | جانِ جان (درآمد)             | طول قطعه: ۰۰:۳۶ شمارهٔ ترتیب قطعه در آلبوم: ۸ |
| ۰۹                        | جانِ جان (دونوازی تار)       | طول قطعه: ۰۱:۵۳ شمارهٔ ترتیب قطعه در آلبوم: ۹ |
| ۱۰                        | جانِ جان (تصنیف)             | ترانه‌سرا: مولانا و علی معلم آهنگ‌ساز: محمد حقیقی‌فرد تنظیم‌کننده: محمد حقیقی‌فرد طول قطعه: ۰۴:۳۸ شمارهٔ ترتیب قطعه در آلبوم: ۱۰                                           |
| ۱۱                        | جانِ جان (قطعه ذوالفقار)     | ترانه‌سرا: مولانا و علی معلم آهنگ‌ساز: محمد حقیقی‌فرد تنظیم‌کننده: محمد حقیقی‌فرد طول قطعه: ۰۱:۴۲ شمارهٔ ترتیب قطعه در آلبوم: ۱۱                                           |
| ۱۲                        | وصف علی                     | ترانه‌سرا: علی معلم و پرویز بیگی حبیب آبادی آهنگساز: مجید اخشابی تنظیم‌کننده: مجید اخشابی طول قطعه: ۰۶:۰۶ شمارهٔ ترتیب قطعه در آلبوم: ۱۲                                |
| ۱۳                        | کمیل علی                    | ترانه‌سرا: بر اساس دعای شریف کمیل آهنگساز: محمد حقیقی‌فرد تنظیم‌کننده: محمد حقیقی‌فرد طول قطعه: ۰۷:۱۵ شمارهٔ ترتیب قطعه در آلبوم: ۱۳ بر اساس مایهٔ صبا از اِلِمان موسیقی عرب |
| ۱۴                        | کمیل علی                    | ترانه‌سرا: بر اساس دعای شریف کمیل آهنگ‌ساز: محمد حقیقی‌فرد تنظیم‌کننده: محمد حقیقی‌فرد طول قطعه: ۰۲:۴۵ شمارهٔ ترتیب قطعه در آلبوم: ۱۴ براساس گوشهٔ دیلمان                   |
| ۱۵                        | دیده بگشا (بی‌کلام)          | آهنگ‌ساز: علیرضا کهن‌دیری تنظیم‌کننده: علیرضا کهن‌دیری طول قطعه: ۰۵:۳۷ شمارهٔ ترتیب قطعه در آلبوم: ۱۵ به یاد مرحوم استاد نصرت فاتح علیخان                                 |
| ۱۶                        | تا من بدیدم روی تو (بی‌کلام) | آهنگ‌ساز: علیرضا کهن‌دیری تنظیم‌کننده: علیرضا کهن دیری طول قطعه: ۰۴:۲۵ شمارهٔ ترتیب قطعه در آلبوم: ۱۶                                                                    |
| ۱۷                        | دیده بگشا (دکلمه شاعر) ۲    | دکلمه‌خوان: علی معلم ترانه‌سرا: علی معلم آهنگساز: علیرضا کهن دیری تنظیم‌کننده: علیرضا کهن دیری طول قطعه: ۰۴:۲۷ شمارهٔ ترتیب قطعه در آلبوم: ۱۷                            |

### ولایت عشق (۱۳۷۹)
آلبوم ولایت عشق موسیقی متن فیلم ولایت عشق به کارگردانی مهدی فخیم‌زاده است که آهنگسازی آن از بابک بیات و خوانندگی آن نیز از محمد اصفهانی است که در سال ۱۳۷۹ منتشر شد.
| شمارهٔ ترتیب قطعه در آلبوم | نام ترانه    | مشخصات ترانه |
| ------------------------- | ------------ | --- |
| ۰۱                        | خم می        | ترانه‌سرا: عبید زاکانی خواننده: محمد اصفهانی موسیقی: بابک بیات همخوان: گروه کر طول قطعه: ۰۱:۴۷ شمارهٔ ترتیب قطعه در آلبوم: ۱ |
| ۰۲                        | ولایت عشق ۲  | موسیقی: بابک بیات همخوان: گروه کر طول قطعه: ۰۴:۳۸ شمارهٔ ترتیب قطعه در آلبوم: ۲                                             |
| ۰۳                        | ولایت عشق ۳  | موسیقی: بابک بیات همخوان: گروه کر طول قطعه: ۰۴:۳۸ شمارهٔ ترتیب قطعه در آلبوم: ۳                                             |
| ۰۴                        | ولایت عشق ۴  | موسیقی: بابک بیات همخوان: گروه کر طول قطعه: ۰۱:۱۹ شمارهٔ ترتیب قطعه در آلبوم: ۴                                             |
| ۰۵                        | ولایت عشق ۵  | موسیقی: بابک بیات همخوان: گروه کر طول قطعه: ۰۴:۱۰ شمارهٔ ترتیب قطعه در آلبوم: ۵                                             |
| ۰۶                        | ولایت عشق ۶  | موسیقی: بابک بیات همخوان: گروه کر طول قطعه: ۰۵:۰۲ شمارهٔ ترتیب قطعه در آلبوم: ۶                                             |
| ۰۷                        | ولایت عشق ۷  | موسیقی: بابک بیات همخوان: گروه کر طول قطعه: ۰۲:۱۷ شمارهٔ ترتیب قطعه در آلبوم: ۷                                             |
| ۰۸                        | ولایت عشق ۸  | موسیقی: بابک بیات همخوان: گروه کر طول قطعه: ۰۴:۰۴ شمارهٔ ترتیب قطعه در آلبوم: ۸                                             |
| ۰۹                        | ولایت عشق ۹  | موسیقی: بابک بیات همخوان: گروه کر طول قطعه: ۰۰:۴۸ شمارهٔ ترتیب قطعه در آلبوم: ۹                                             |
| ۱۰                        | شعر عربی     | ترانه‌سرا: دعبل خزایی خواننده: محمد اصفهانی موسیقی: بابک بیات همخوان: گروه کر طول قطعه: ۰۲:۲۰ شمارهٔ ترتیب قطعه در آلبوم: ۱۰ |
| ۱۱                        | مرگ آفتاب    | ترانه‌سرا: اکبر آزاد خواننده: محمد اصفهانی موسیقی: بابک بیات همخوان: گروه کر طول قطعه: ۰۶:۴۲ شمارهٔ ترتیب قطعه در آلبوم: ۱۱  |
| ۱۲                        | ولایت عشق ۱۲ | موسیقی: بابک بیات همخوان: گروه کر طول قطعه: ۰۵:۵۳ شمارهٔ ترتیب قطعه در آلبوم: ۱۲                                            |
| ۱۳                        | ولایت عشق ۱۳ | موسیقی: بابک بیات همخوان: گروه کر طول قطعه: ۰۳:۳۳ شمارهٔ ترتیب قطعه در آلبوم: ۱۳                                            |
| ۱۴                        | ولایت عشق ۱۴ | موسیقی: بابک بیات همخوان: گروه کر طول قطعه: ۰۵:۴۶ شمارهٔ ترتیب قطعه در آلبوم: ۱۴                                            |
| ۱۵                        | هستی تویی    | ترانه‌سرا: پیام پارسا خواننده: محمد اصفهانی موسیقی: بابک بیات همخوان: گروه کر طول قطعه: ۰۴:۱۲ شمارهٔ ترتیب قطعه در آلبوم: ۱۵ |

### حسرت (۱۳۷۷)
آلبوم حسرت آلبومی از محمد اصفهانی است که آهنگسازی آن از خود محمد اصفهانی و کسانی چون فؤاد حجازی و شهرام حسن‌زاده است. این آلبوم در سال ۱۳۷۷ منتشر شد و دومین آلبوم محمد اصفهانی محسوب می‌شود.
نسخه اورجینال این آلبوم دارای ۱۴ قطعه است.
| شمارهٔ ترتیب قطعه در آلبوم | نام ترانه          | مشخصات ترانه                                                                    |
| ------------------------- | ------------------ | ------------------------------------------------------------------------------- |
| ۰۱                        | حسرت               | شعر: سهیل محمودی آهنگساز: شادمهر عقیلی تنظیم‌کننده: فؤاد حجازی                   |
| ۰۲                        | عشق نهان           | شعر: صفای اصفهانی آهنگساز: محمد اصفهانی تنظیم‌کننده: فؤاد حجازی                  |
| ۰۳                        | مقدمه خانه دل      | ترانه‌سرا: میرزا حبیب مجتهد خراسانی آهنگساز: محمد اصفهانی تنظیم‌کننده: فؤاد حجازی |
| ۰۴                        | خانه دل            | ترانه‌سرا: میرزا حبیب مجتهد خراسانی آهنگساز: محمد اصفهانی تنظیم‌کننده: فؤاد حجازی |
| ۰۵                        | خانه آئینه         | شعر: هوشنگ ابتهاج آهنگساز: شهرام حسن‌زاده تنظیم‌کننده: فؤاد حجازی                 |
| ۰۶                        | مقدمه همه هستی     | شعر :مولانا آهنگساز: محمد اصفهانی تنظیم‌کننده: فؤاد حجازی                        |
| ۰۷                        | همه هستی           | شعر :نظامی آهنگساز: محمد اصفهانی تنظیم‌کننده: فؤاد حجازی                         |
| ۰۸                        | مقدمه دلتنگ        | شعر: فریدون مشیری آهنگساز: محمد اصفهانی تنظیم‌کننده: فؤاد حجازی                  |
| ۰۹                        | دلتنگ              | شعر: فریدون مشیری آهنگساز: محمد اصفهانی تنظیم‌کننده: فؤاد حجازی                  |
| ۱۰                        | آفتاب مهربانی      | شعر: قیصر امین‌پور آهنگساز: شهرام حسن‌زاده تنظیم‌کننده: فؤاد حجازی                 |
| ۱۱                        | خانه دل (بی کلام)  | آهنگساز: محمد اصفهانی تنظیم‌کننده: فؤاد حجازی                                    |
| ۱۲                        | عشق نهان (بی کلام) | آهنگساز: محمد اصفهانی تنظیم‌کننده: فؤاد حجازی                                    |
| ۱۳                        | دلتنگ (بی کلام)    | آهنگساز: محمد اصفهانی تنظیم‌کننده: فؤاد حجازی                                    |
| ۱۴                        | حسرت (بی کلام)     | آهنگساز: محمد اصفهانی تنظیم‌کننده: فؤاد حجازی                                    |

### گلچین (۱۳۷۶)
آلبوم گلچین یک از آلبوم‌های محمد اصفهانی است که نسخه اورجینال این آلبوم دارای ۹ قطعه است که در سال ۱۳۷۶ توسط شرکت فرهنگی هنری سروش با آهنگسازی کسانی چون محمد میرزمانی، فریدون شهبازیان، شهریار فریوسفی و مجید اخشابی منتشر شد.
| شمارهٔ ترتیب قطعه در آلبوم | نام ترانه               | مشخصات ترانه                                                                       |
| ------------------------- | ----------------------- | ---------------------------------------------------------------------------------- |
| ۰۱                        | فرصت بدرود              | شعر: حافظ و قیصر امین‌پور آهنگساز: فریدون شهبازیان تنظیم: فریدون شهبازیان           |
| ۰۲                        | فریاد تنهایی (امام علی) | شعر: سپیده کاشانی آهنگساز: علی بکان تنظیم‌کننده: علی بکان                           |
| ۰۳                        | وقت سحر                 | شعر: حافظ آهنگسازی: مجید اخشابی تنظیم‌کننده: مجید اخشابی                            |
| ۰۴                        | به تو می‌اندیشم          | شعر: فریدون مشیری آهنگساز: شهریار فریوسفی، منوچهر بیگلری تنظیم‌کننده: منوچهر بیگلری |
| ۰۵                        | نوگل نینوا              | شعر: حسان تنظیم‌کننده: فریدون شهبازیان آهنگساز: فریدون شهبازیان                     |
| ۰۶                        | سوگ حیدر                | شعر: احمد عزیزی آهنگساز: علی بکان تنظیم‌کننده: علی بکان                             |
| ۰۷                        | سقای تشنگان             | شعر: حسان آهنگساز: محمد میرزمانی تنظیم‌کننده: محمد میرزمانی                         |
| ۰۸                        | سرفرازی                 | شعر: سهیل محمودی آهنگساز: فریدون شهبازیان تنظیم‌کننده: فریدون شهبازیان              |
| ۰۹                        | فرصت بدرود (بی کلام)    | آهنگساز: فریدون شهبازیان تنظیم‌کننده: فریدون شهبازیان                               |

### تنهاترین سردار (۱۳۷۵)
آلبوم تنهاترین سردار نام آلبومی از محمد اصفهانی با آهنگسازی مجید انتظامی که اولین آلبوم غیررسمی محمد اصفهانی است که در سال ۱۳۷۵ انتشار یافت.
| شمارهٔ ترتیب قطعه در آلبوم | نام ترانه        | مشخصات ترانه                                                                                   |
| ------------------------- | ---------------- | ---------------------------------------------------------------------------------------------- |
| ۰۱                        | تنهاترین سردار ۱ | شاعر: محمود شاهرخی آهنگساز: مجید انتظامی تنظیم‌کننده: مجید انتظامی شمارهٔ ترتیب قطعه در آلبوم: ۱ |
| ۰۲                        | الله الله ۱      | آهنگساز: مجید انتظامی تنظیم‌کننده: مجید انتظامی شمارهٔ ترتیب قطعه در آلبوم: ۲                    |
| ۰۳                        | تنهاترین سردار ۲ | شاعر: محمود شاهرخی آهنگساز: مجید انتظامی تنظیم‌کننده: مجید انتظامی شمارهٔ ترتیب قطعه در آلبوم: ۳ |
| ۰۴                        | الله الله ۲      | شاعر: محمود شاهرخی آهنگساز: مجید انتظامی تنظیم‌کننده: مجید انتظامی شمارهٔ ترتیب قطعه در آلبوم: ۴ |

## تک آهنگ‌ها
| ردیف | نام اثر                      | ترانه‌سرا                         | آهنگساز                            | مناسبت                                                                               |
| ---- | ---------------------------- | -------------------------------- | ---------------------------------- | ------------------------------------------------------------------------------------ |
| ۱    | آرزو                         | فصیح الزمان رضوانی               | محمدمهدی گورنگی                    | انتظار (عاشقانه)                                                                     |
| ۲    | قبیلهٔ لیلی                   | پرویز وکیلی                      | ناصر چشم آذر                       | تیتراژ سریال                                                                         |
| ۳    | نژاد کویر                    | پرویز وکیلی                      | ناصر چشم آذر                       | تیتراژ سریال                                                                         |
| ۴    | خورشید حقیقت                 | هوشنگ ابتهاج                     | ناصر چشم آذر                       | تیتراژ سریال                                                                         |
| ۵    | امیر کاروان                  | علی معلم                         | محمد بیگلری‌پور                     | روز معلم (بزرگداشت مرتضی مطهری)                                                      |
| ۶    | آتش عشق - آواز               | سعدی - بابا طاهر                 | محمد اصفهانی                       | آواز                                                                                 |
| ۷    | آتش عشق - تصنیف              | سعدی - بابا طاهر                 | محمد اصفهانی                       | تصنیف                                                                                |
| ۸    | زرّین‌کلاه                     | سعدی                             | مجید اخشابی                        | آواز و تصنیف                                                                         |
| ۹    | آوای فاخته                   | ساعد باقری                       | فریدون شهبازیان                    | تیتراژ سریال                                                                         |
| ۱۰   | چنگ و نای                    | علی معلم                         | محمد بیگلری‌پور                     | علی‌اکبر                                                                              |
| ۱۱   | داد دل                       | بابا طاهر                        | محمد اصفهانی                       | عرفان                                                                                |
| ۱۲   | دل سرگشته (سرگشته)           | مولانا                           | مجید اخشابی - محمد اصفهانی         | ماه رمضان                                                                            |
| ۱۳   | دل دیوانه                    | حبیب خراسانی                     | محمدرضا چراغعلی                    | تیتراژ برنامه                                                                        |
| ۱۴   | زنده رود خاطره               | اکبر آزاد                        | پدرام کشتکار                       | شهر اصفهان                                                                           |
| ۱۵   | بهشت جاودان                  | بابا طاهر                        | محمد اصفهانی                       | عرفان                                                                                |
| ۱۶   | قدسیان آسمان                 | مولانا                           | فؤاد حجازی                         | قطعه‌ای از آلبوم علیرضا عصار                                                          |
| ۱۷   | گل گلدون                     | فرهاد شیبانی                     | فریدون شهبازیان                    | بازخوانی (کنسرت)                                                                     |
| ۱۸   | گلشن نور                     | وحدت کرمانشاهی                   | محمد اصفهانی                       | مناجات                                                                               |
| ۱۹   | کعبه نور                     | علی معلم                         | فریدون شهبازیان                    | حج                                                                                   |
| ۲۰   | هجرت خورشید                  | پرویز عباسی داکانی               | --                                 | درگذشت سیدروح‌الله خمینی                                                              |
| ۲۱   | ماجرای دل                    | مولانا                           | محمد اصفهانی                       | عرفان                                                                                |
| ۲۲   | معصومیت از دست رفته          | اهورا ایمان                      | فریدون شهبازیان                    | تیتراژ سریال                                                                         |
| ۲۳   | معراج (عزم تماشا)            | محمد علی معلم - پرویز حبیب آبادی | مجید اخشابی                        | عرفان                                                                                |
| ۲۴   | مناجات یاد دل                | مولانا                           | حسن ناهید - مجید اخشابی            | مناجات                                                                               |
| ۲۵   | نالهٔ غربت                    | سهیل محمودی                      | حمید شاهنگیان                      | مسلم بن عقیل                                                                         |
| ۲۶   | تماشاگه راز                  | عطار                             | --                                 | نیایش                                                                                |
| ۲۷   | نسیم سحر                     | شهریار                           | نوخوانی اثر محمدرضا شجریان         | آواز                                                                                 |
| ۲۸   | عذر تقصیر                    | مولوی                            | مجید اخشابی                        | نیایش[۳۱]                                                                            |
| ۲۹   | باران عشق                    | اهورا ایمان                      | فریدون شهبازیان                    | تیتراژ سریال                                                                         |
| ۳۰   | روح آواره                    | اهورا ایمان                      | فریدون شهبازیان                    | تیتراژ سریال                                                                         |
| ۳۱   | شقایق                        | سهیل محمودی                      | حمید شاهنگیان                      | تیتراژ سریال                                                                         |
| ۳۲   | شمع وجود                     | سیدروح‌الله خمینی                 | مجید اخشابی                        | درگذشت سیدروح‌الله خمینی                                                              |
| ۳۳   | سوز و ساز - تصنیف            | بابا طاهر - فروغی                | محمد اصفهانی                       | عرفان                                                                                |
| ۳۴   | سوز و ساز - آواز             | بابا طاهر - فروغی                | محمد اصفهانی                       | عرفان                                                                                |
| ۳۵   | وفا                          | اهورا ایمان                      | علیرضا کهن‌دیری                     | تیتراژ سریال                                                                         |
| ۳۶   | میراث مشترک                  | هوشنگ ابتهاج                     | فریدون شهبازیان                    | تیتراژ مستند                                                                         |
| ۳۷   | شهیدان خدائی                 | مولانا                           | هادی آرزم - جمال جهانشاد           | شهدا                                                                                 |
| ۳۸   | عشق الهی                     | مولانا                           | فواد حجازی                         | قطعه‌ای از آلبوم علیرضا عصار                                                          |
| ۳۹   | دختر گل سرخ                  | علی معلم                         | فریدون شهبازیان                    | میلادِ فاطمه زهرا                                                                     |
| ۴۰   | سفر                          | فیض کاشانی                       | محمد اصفهانی                       | حجت بن الحسن[۳۲]                                                                     |
| ۴۱   | ساز و آواز همراه عود         | مولانا                           | محمد اصفهانی                       | آواز                                                                                 |
| ۴۲   | کاروان عمر (بانگ عمر)        | معینی کرمانشاهی                  | محمد بیگلری‌پور                     |                                                                                      |
| ۴۳   | پدران آسمانی                 | حمیدرضا حامدی                    | فریدون شهبازیان                    | روز پدر خانوادهٔ کشته‌شدگانِ جنگ ایران و عراق                                           |
| ۴۴   | ستارهٔ سهیل                   | افشین مقدم                       | فواد حجازی                         | تیتراژ سریال                                                                         |
| ۴۵   | شکرانه                       | اهورا ایمان                      | علیرضا کهن دیری                    | تیتراژ سریال                                                                         |
| ۴۶   | ای ایران                     | حسین گل گلاب                     | روح ا… خالقی                       | وطن (اجرا در کنسرت‌ها)                                                                |
| ۴۷   | رزم مشترک (همراه پیانو)      | برزین آذرمهر                     | تکنوازی پیانو                      | نوخوانی                                                                              |
| ۴۸   | آخرین دعوت                   | عبدالجبارکاکائی                  | آرمان موسی‌پور                      | تیتراژ سریال                                                                         |
| ۴۹   | یک راه، دو سرنوشت            | اهورا ایمان                      | علیرضا کهن‌دیری                     | سفرهای نوروزی                                                                        |
| ۵۰   | حریم وصال                    | حافظ                             | --                                 | آواز                                                                                 |
| ۵۱   | زیر هشت                      | اهورا ایمان                      | آریا عظیمی‌نژاد                     | تیتراژ سریال                                                                         |
| ۵۲   | ارمغان تاریکی                | عبدالجبار کاکایی                 | فرید سعادتمند                      | تیتراژ سریال                                                                         |
| ۵۳   | غم تو                        | اهورا ایمان                      | فریدون شهبازیان                    | تیتراژ سریال                                                                         |
| ۵۴   | دل ساده                      | اهورا ایمان                      | فریدون شهبازیان                    | تیتراژ سریال                                                                         |
| ۵۵   | همقدم                        | عمان سامانی                      | هادی آرزم                          | عباس بن علی                                                                          |
| ۵۶   | محمد                         | انگلیسی                          | اثر سامی یوسف                      | رفتار پیامبر اسلام با کودکان (کنسرت)                                                 |
| ۵۷   | تا ثریا                      | اهورا ایمان                      | آریا عظیمی‌نژاد                     | تیتراژ سریال                                                                         |
| ۵۸   | تکیه بر باد                  | روزبه بمانی                      | بهروز صفاریان                      | تیتراژ سریال                                                                         |
| ۵۹   | غم غفلت                      | بیدل دهلوی                       | بهروز صفاریان                      | تیتراژ سریال[۳۳]                                                                     |
| ۶۰   | بوسیدن روی ماه               | عبدالجبار کاکایی                 | آریا عظیمی‌نژاد                     | تیتراژ سینمایی                                                                       |
| ۶۱   | اخراجی‌ها                     | ناصر فیض                         | فریدون شهبازیان                    | تیتراژ سینمایی                                                                       |
| ۶۲   | یه تیکه زمین                 | روزبه بمانی                      | علیرضا کهن‌دیری                     | تیتراژ سریال                                                                         |
| ۶۳   | امیر میخانه                  | میرزا حبیب خراسانی               | محمدرضا چراغعلی                    | علی بن ابی‌طالب                                                                       |
| ۶۴   | وصل و هجران                  | مولانا                           | مجید اخشابی - همایون شجریان        | [۳۴]                                                                                 |
| ۶۵   | زائر بهار                    | حافظ                             | آریا عظیمی‌نژاد                     | علی بن موسی الرضا[۳۵]                                                                |
| ۶۶   | صلوات خاصه علی بن موسی الرضا | صلوات                            | هادی آرزم - گروه اهل البیت         | علی بن موسی الرضا                                                                    |
| ۶۷   | دعای سحر                     | دعای معروف سحر ماه رمضان         | هادی آرزم - گروه اهل البیت         | ماه رمضان[۳۶]                                                                        |
| ۶۸   | باب المراد                   | فیصل الدویسان                    | ستار اورکی                         | تیتراژ سریال شبکه‌های تلویزونی العراقیه در عراق - الکوت درکویت و به زودی در ایران[۳۷] |
| ۶۹   | مسافر                        | اهورا ایمان                      | فریدون شهبازیان - محمدرضا عقیلی    | تیتراژ سریال[۳۸]                                                                     |
| ۷۰   | سبزهٔ نوروز                   | سیاوش انور                       | حمید اکبر زاده - آرش پاکزاد        | تک آهنگ[۳۹]                                                                          |
| ۷۱   | تقاص                         | روزبه بمانی                      | مهدی یغمایی - فرشاد حسامی          | تک آهنگ[۴۰]                                                                          |
| ۷۲   | آشوب                         | علیرضا آذر                       | میلاد بابایی - فرزاد ماهان         | تک آهنگ[۴۱]                                                                          |
| ۷۳   | بهانهٔ تو                     | سیاوش انور                       | غلامرضا صادقی                      | تک‌آهنگ[۴۲]                                                                           |
| ۷۴   | نگاه منتظر                   | علی معلم                         | ابوالفضل صادقی‌نژاد - غلامرضا صادقی | تک‌آهنگ                                                                               |
| ۷۵   | سقف                          | افشین یداللهی                    | بابک زرین                          | تک‌آهنگ                                                                               |
| ۷۶   | نفس                          | عبدالجبار کاکایی                 | فرید سعادتمند                      | تیتراژ سریال «نفس»[۴۳]                                                               |
| ۷۷   | داغ نهان                     | عبدالجبار کاکایی                 | فرید سعادتمند[۴۴]                  | با محوریت زینب                                                                       |
| ۷۸   | محاله عاشقم باشه             | روزبه بمانی                      | علیرضا کهن دیری                    | تیتراژ سریال «رهایم نکن»                                                             |
| ۷۹   | هوامو نداشتی                 | مهران حسینی                      | مسعود سخاوت دوست                   | تیتراژ سریال «دلدادگان»                                                              |
| ۸۰   | بیش از هوا[۴۵]               | سراب هاشمی                       | پویا شاهی                          | تک آهنگ                                                                              |
| ۸۱   | فریادرس[۴۶]                  | سنایی غزنوی با اضافات            | بنیامین عمران                      | تک آهنگ                                                                              |
| ۸۲   | حالا که اومدی[۴۷]            | سیدجواد حسینی                    | محسن یگانه                         | تیتراژ سریال بوی باران / محصول سال ۹۸ شبکه ۱                                         |
| ۸۳   | آکاپلا بند نهم محتشم         | محتشم کاشانی                     | هادی آرزم                          | به سفارش دفتر موسیقی صدا و سیما                                                      |
| ۸۴   | آکاپلا بند دوازدهم محتشم     | محتشم کاشانی                     | هادی آرزم                          | به سفارش دفتر موسیقی صدا و سیما                                                      |
| ۸۵   | سرباز وطن[۴۸]                | عبدالجبار کاکایی                 | محمد اصفهانی                       | به سفارش دفتر موسیقی صدا و سیما و شبکه سوم سیما                                      |
| ۸۶   | به نگاهی[۴۹]                 | عباس محمدی                       | فرید سعادتمند، تنظیم:بهروز صفاریان | تیتراژ سریال زمین گرم / محصول سال ۹۹ شبکه ۳                                          |
| ۸۷   | دلتنگی[۵۰]                   | علی ایلیا                        | بابک زرین                          | تک آهنگ                                                                              |
| ۸۸   | ایران[۵۱]                    | علی ایلیا                        | بابک زرین                          | تیتراژ فیلم سینمایی «مرد نقره‌ای»                                                     |
| ۸۹   | خیال آشنا[۵۲]                | عبدالجبار کاکایی                 | شایان کریمی نژاد و مهران اکرمی     | تک آهنگ                                                                              |
| ۹۰   | پناه باران[۵۳]               | عبدالجبار کاکایی                 | امیر فتحی                          | تک آهنگ                                                                              |
| ۹۱   | همدم[۵۴]                     | حسین غیاثی                       | حسام ناصری                         | علی بن موسی الرضا                                                                    |
| ۹۲   | امانت عشق[۵۵]                | محمدمهدی سیار                    | فرید سعادتمند                      | اربعین                                                                               |
| ۹۳   | در هوایت[۵۶]                 | مولوی                            | میلاد بابایی و امیر ارشیا          | تیتراژ سریال «مستوران ۲»، تقدیم به استاد محمدرضا شجریان                              |
| ۹۴   | من می‌تونم عاشق شم[۵۷]        | زهرا عاملی                       | تویجان نیازی                       | تک آهنگ                                                                              |
| ۹۵   | تا رسیدی[۵۸]                 | اهورا ایمان                      | ستار اورکی و بهروز صفاریان         | تیتراژ سریال تلویزیونی طوبی                                                          |